# 1933 aux échecs
| Années des échecs : 1930 - 1931 - 1932 - 1933 - 1934 - 1935 - 1936    |
| Décennies des échecs : 1900 - 1910 - 1920 - 1930 - 1940 - 1950 - 1960 |

Cet article présente les faits marquants de l'année 1933 aux échecs.

## Événements majeurs
- Dissolution de la Fédération allemande des échecs et création de la Fédération des échecs de la Grande Allemagne[1].

## Championnats nationaux
- Argentine : Luiz Piazzini remporte le championnat[2],[3].
- Autriche : Immo Fuss remporte le championnat officiel[4]. Pas de tournoi féminin[5].
- Belgique : Paul Devos remporte le championnat[6].
- Brésil : Orlando Roças remporte le championnat[7].
- Bulgarie : Georgy Geshev remporte le premier championnat de Bulgarie d'échecs[8].
- Canada : Robert Martin remporte le championnat[9].
- Écosse : William Fairhurst remporte le championnat[10].
- République espagnole : Ramón Rey Ardid remporte la cinquième édition du championnat [11]. Jusqu’en 1942, il ne sera organisé qu’occasionnellement.
- Finlande: Birger Axel Rasmusson remporte le championnat[12].
- France : Aristide Gromer remporte le championnat [13]. Chez les femmes, c’est Paulette Schwartzmann, tout juste devenue française, qui s’impose[14] (l’Italienne Tonini est première, mais n’est pas déclarée championne du fait de sa nationalité italienne).
- Pays-Bas : Max Euwe remporte le championnat [15]. Le championnat a lieu tous les deux ou trois ans.
- Pologne :Pas de championnat[16].
- Royaume-Uni: Mir Sultan Khan remporte le championnat[17].
- RSS d'Ukraine : Vsevolod Rauzer et Vladimir Kirillov (ru) remportent le championnat[18],[19], organisé dans le cadre de l’Union soviétique.

## Naissances
- William Addison
- Borislav Ivkov
- Jonathan Penrose

## Nécrologie
- 7 mars : Hermann von Gottschall
- 27 mars : William Samuel Viner (en)
- 25 mai : William Shinkman, problémiste américain
- 22 juillet : Adolf Olland
- 17 octobre : Johann Berger